# Cirkus Humberto (cirkus)

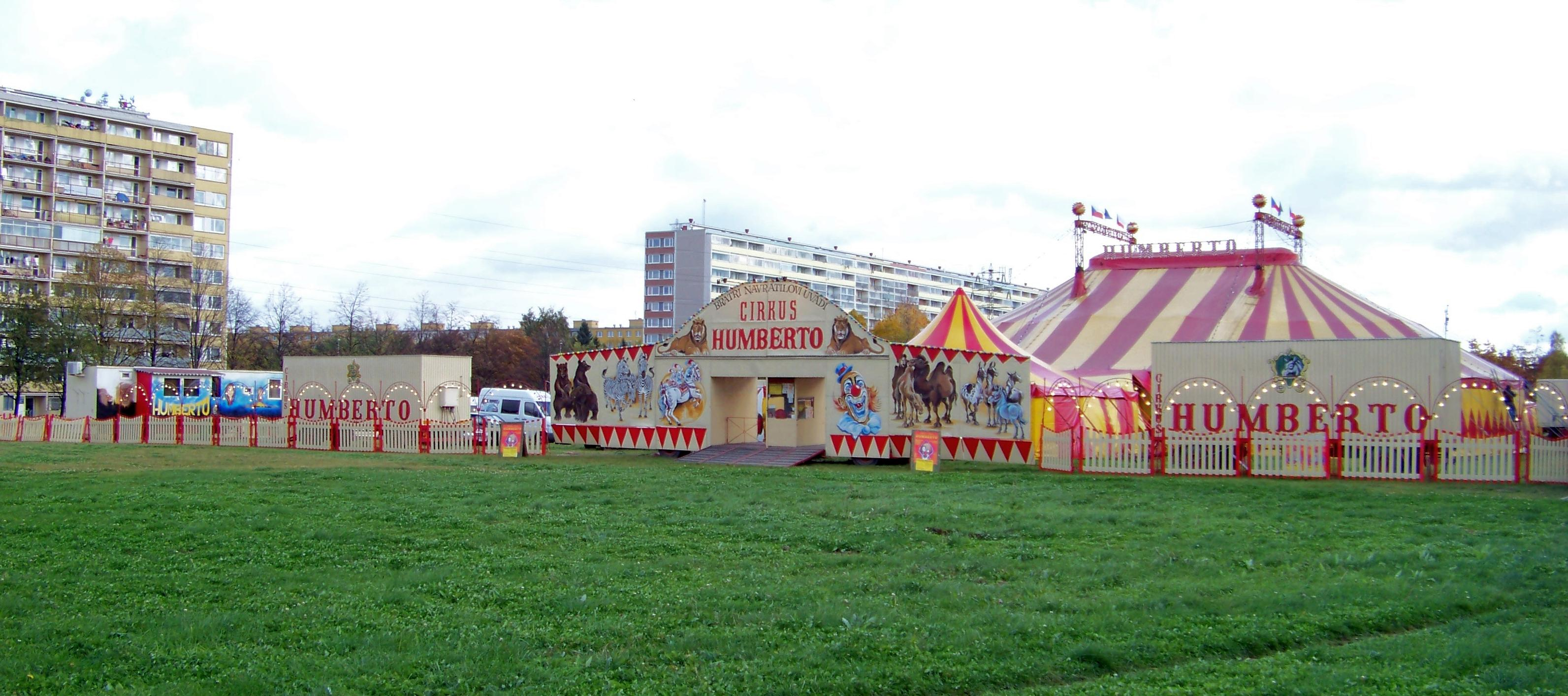
Cirkus na štaci v Proseku, říjen 2010

Cirkus Humberto je cirkus, který vznikl v roce 1951 pod státním podnikem Československé cirkusy převzetím názvu z románu Cirkus Humberto spisovatele Eduarda Basse. Od roku 1993 je majetkem rodiny Navrátilových a působí na území České a Slovenské republiky i v zahraničí.

## Historie
Cirkus vznikl v roce 1951, kdy spadal pod státní podnik Československé cirkusy, varieté a lunaparky Praha. Měl ve svém zvěřinci koně, lvy, tygry, lední medvědy, slony, zebry a další zvířata. V cirkusu účinkoval v jednom pražském vystoupení roku 1964 také klaun Leonid Jengibarov.
Tento cirkus ale po roce 1982 zkrachoval.

## Nová éra
Dnešní cirkus existuje od roku 1993, kdy byl obnoven rodinou Navrátilových. Za svou existenci cirkus uspořádal několik turné na Slovensku, v České republice, ale i v zahraničí – např. v Jugoslávii, Bulharsku, Rumunsku, Rusku, střední Asii, na Sibiři, v Německu, Francii a Nizozemsku.
V roce 2009 měl Cirkus Humberto ve svém zvěřinci lvy, medvědy, dromedáry, velbloudy, osly, lamy, koně, poníky, zebry, kozy, královské pudly, hady a holuby.

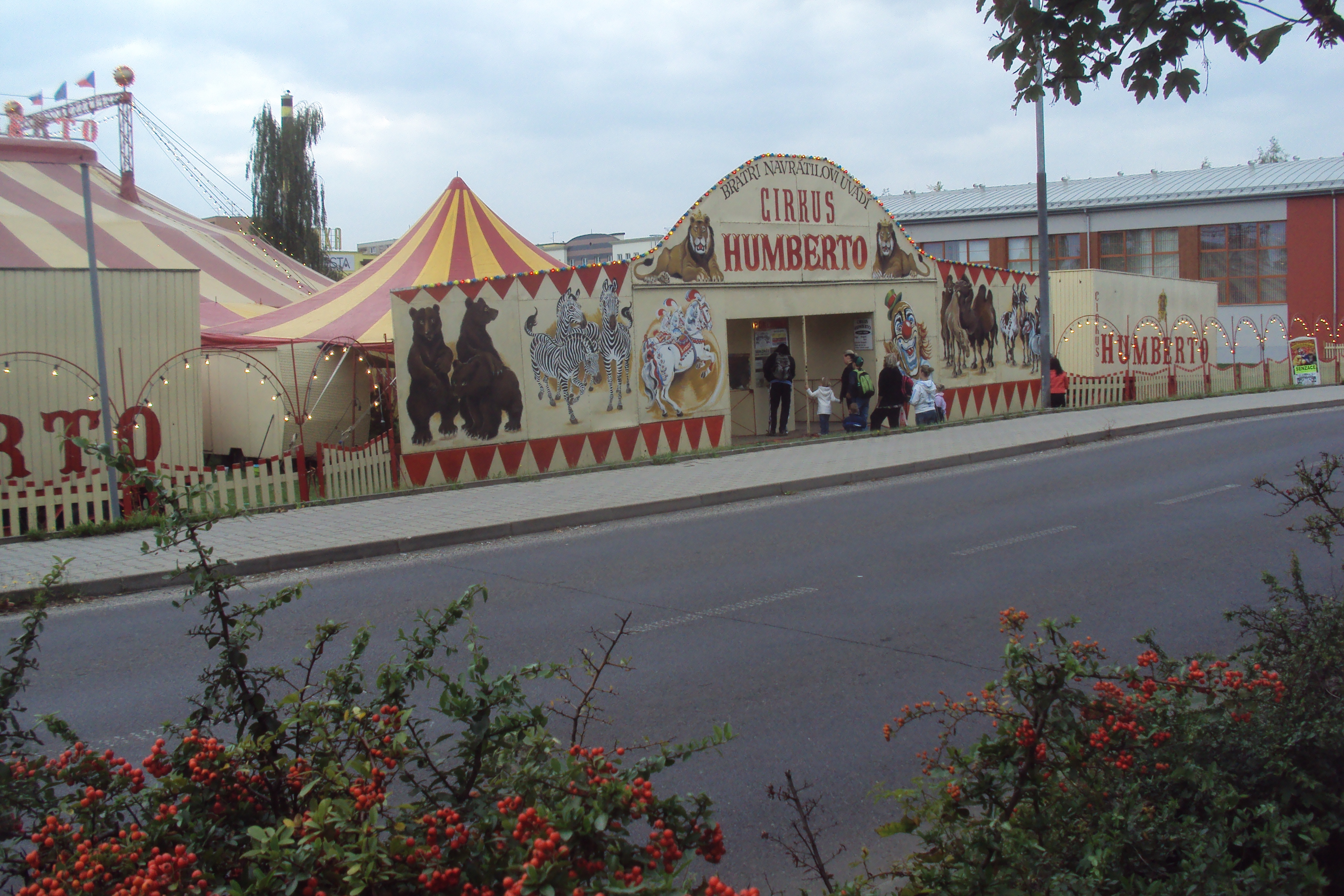
Humberto v České Lípě, září 2014

V září 2014 hostoval cirkus s představením Show, která vyrazí dech, na prostranství u českolipského Kauflandu.

## Poznámka na okraj
Jiný Circus Humberto existuje také v Německu.